# Фернандеш, Даниэл
Даниэ́л Ферна́ндеш (порт. Daniel Fernandes, полное имя — Даниэ́л Ма́рсиу Ферна́ндеш, порт. Daniel Márcio Fernandes; 25 сентября 1983, Эдмонтон) — португальский футболист, вратарь сборной Португалии.

## Клубная карьера
2016 год Фернандеш провёл на правах аренды в клубе Североамериканской футбольной лиги «Райо ОКС».
В январе 2017 года Фернандеш подписал контракт с клубом чемпионата Норвегии «Лиллестрём».

## Международная карьера
Даниэл Фернандеш — этнический португалец, родившийся в Канаде. В 19-летнем возрасте он дебютировал в молодёжной сборной страны, но впоследствии изменил решение и стал выступать за Португалию. В составе национальной сборной первый матч сыграл 5 июня 2007 года, в матче против сборной Кувейта. В 2010 году поехал на чемпионат мира в ЮАР в качестве третьего вратаря.